# Сон Масайосі
Масайосі Сон (яп. 孫 正義, 11 серпня 1957, Тосу, Японія) — японський підприємець корейського походження, засновник і генеральний директор компанії SoftBank, голова ради директорів телекомунікаційної компанії Sprint, мільярдер.
У рейтингу журналу Forbes у 2017 році займає 1-е місце серед японських мільярдерів зі статком 20,4 млрд доларів.

## Біографія
Народився в Японії в корейській сім'ї. У 1974 році переїхав з сім'єю в Сан-Франциско, де закінчив школу.
Бувши студентом, у 19 років винайшов електронний перекладач, патент на який продав фірмі Sharp за 1 млн доларів.
У 1980 році отримав ступінь бакалавра економіки в Каліфорнійському університеті в Берклі та через рік повернувся в Японію.
У січні 1982 року заснував компанію Softbank, що займалася виготовленням і розповсюдженням програмного забезпечення. Три роки після заснування компанії важко хворів на гепатит. З середини 1980-х років Softbank став провідним дистриб'ютором програмного забезпечення в Японії, хоча цей напрямок вже не є основним для нього.
У 1990 році отримав японське громадянство. Одружений, двоє дітей.

### «Дзайбацу» в області інтернету
У 1994 році Softbank в ході IPO продав акції на 140 млн доларів. Почався етап великих покупок, головним чином в США, де йшов бурхливий розвиток інтернету та стрімке зростання акцій пов'язаних з ним компаній. Softbank придбав комп'ютерну виставку Comdex за 803 млн доларів, видавничий дім Ziff-Davis, що спеціалізувався на випуску комп'ютерної періодики, за 3,1 млрд доларів, 80 % акцій виробника пам'яті для комп'ютерів Kingston Technology за 1,2 млрд доларів.
В 1995 році у компанії з'явився венчурний підрозділ — Softbank Technology Ventures, його завданням був пошук перспективних високотехнологічних компаній, які потребували інвестицій. У листопаді 1995 року Softbank придбав акції Yahoo! на 2 млн доларів, у березні 1996-го — ще 33 % акцій Yahoo! за 105 млн доларів, пізніше вклав ще 250 млн доларів. Зростання акцій Yahoo! після розміщення їх на біржі у квітні 1996 зробило Сона мільярдером. У перший рік свого існування Softbank Technology Ventures інвестувала в 55 фірм, інвестиційна стратегія — вкладення коштів в як можна більше число компаній на ранніх стадіях їх розвитку, потім збільшення вкладень у найбільш перспективні з них. Надалі Softbank отримав частку в декількох сотнях інтернет-компаній, серед яких E-Trade, E-Loan, Morningstar, Buy.Com, GeoCities та інші.
У 1996 році  Yahoo! і Softbank створили в Японії спільне підприємство Yahoo! Japan, яке стало найбільш популярним інтернет-порталом країни та почало приносити прибуток вже на другий місяць своєї роботи.
На піку біржового буму інтернет-капіталізація компаній Softbank становила 180 млрд доларів, а частка Сона оцінювалася в 78 млрд доларів. В результаті здування бульбашки капіталізація Softbank впала до 21 млрд доларів, статок Сона зменшився до 6 млрд доларів. Масайосі Сон вважається людиною, що втратила найбільший особистий капітал в історії.
Після краху доткомів у інвестиційному портфелі Softbank були акції 600 компаній, і він планував продовжувати інвестування, не сумніваючись у великому майбутньому інтернету.

### Стратегічний інвестор в телекомунікаційній галузі
Сон спільно з Yahoo! Japan у 2001 році заснував компанію Yahoo! BB, яка поглинула Japan Telecom, третього в Японії оператора широкосмугового інтернету, перейменованого в SoftBank Telecom.
У березні 2006 року Softbank купив у Vodafone її японського мобільного оператора за 15 млрд доларів, який був перейменований в Softbank Mobile. У квітні 2015 року SoftBank Telecom був приєднаний до Softbank Mobile.
У 2013 році SoftBank купив 78 % акцій Sprint за 22,2 млрд доларів, Масайосі Сон зайняв пост голови ради директорів Sprint.

### Благодійність
У 2011 році Масайосі Сон пообіцяв пожертвувати 120 млн доларів і свою зарплату, яку буде отримувати до виходу на пенсію, на допомогу жертвам землетрусу і цунамі, які трапилися в тому році.